# Dominika Miszczak
Dominika Miszczak, po mężu Werhun (ur. 12 kwietnia 1985) – polska lekkoatletka, specjalizująca się w skoku w dal, medalistka mistrzostw Polski, reprezentantka Polski.

## Kariera sportowa
Była zawodniczką Gwdy Piła.
Na mistrzostwach Polski seniorek na otwartym stadionie zdobyła jeden medal: srebrny w skoku w dal w 2005. 
Reprezentowała Polskę na młodzieżowych mistrzostwach Europy w 2005, gdzie w skoku w dal zajęła 7. miejsce, z wynikiem 6,24.
Rekord życiowy w skoku w dal: 6,44 (25.06.2006).